# Liste der Mitglieder der National Academy of Sciences/2012
Im Jahr 2012 wählte die National Academy of Sciences der Vereinigten Staaten 105 Personen zu ihren Mitgliedern.

## Neugewählte Mitglieder
- Jim Allen
- Leif Andersson
- Susan Athey
- Mariano Barbacid
- James M. Bardeen
- Larry M. Bartels
- Kurt G. Beam
- John B. Bell
- Jagdish N. Bhagwati
- William Bialek
- Randolph Blake
- Nancy M. Bonini
- Susan L. Brantley
- Robin M. Canup
- John Carlson
- Richard W. Carlson
- Napoleon A. Chagnon
- Yuan Chang
- Wah Chiu
- Louise T. Chow
- Demetrios Christodoulou
- Andrew G. Clark
- John Clarke
- George Coupland
- Ronald A. DePinho
- Joseph M. DeSimone
- Pablo G. Debenedetti
- Karl Deisseroth
- Francois N. Diederich
- Xinnian Dong
- Patricia M. Dove
- Gideon Dreyfuss
- Denis Duboule
- Carol S. Dweck
- Evan E. Eichler
- Donald M. Eigler
- Paul T. Englund (1938–2019)
- James D. Fearon
- Matthew P. A. Fisher
- Wendell H. Fleming
- Uta Frith
- Jorge E. Galan
- K. Christopher Garcia
- Andre Geim
- Susan Gelman
- John B. Goodenough
- Rachel Green
- John T. Groves
- Sonia Guillen
- Beatrice H. Hahn
- Gregory J. Hannon
- John F. Hartwig
- Tina M. Henkin
- Hiroo Kanamori
- Guinevere Kauffmann
- Harry J. Klee
- Se-Jin Lee
- Bruce R. Levin
- Harris A. Lewin
- Ottoline Leyser
- Barbara H. Liskov
- Laszlo Lovasz
- Liqun Luo
- Roberto Malinow
- Bonnie J. McCay
- Sabeeha Sabanali Merchant
- Patrick S. Moore
- Ann E. Nelson (1958–2019)
- Andrei Okounkov
- Monica Olvera de la Cruz
- Nai Phuan Ong
- Roy Parker
- Nikola P. Pavletich
- Mary Power
- Louis J. Ptacek
- Natasha V. Raikhel
- Stephen W. Raudenbush
- Marcia J. Rieke
- Yasuko Rikihisa
- Andrea Rinaldo
- Giacomo Rizzolatti
- Alexander Rudensky
- Bernard Sadoulet
- Shimon Sakaguchi
- Pedro A. Sanchez
- Philippe Sansonetti
- Eric U. Selker
- Daniel Simberloff
- James L. Skinner
- Gisela T. Storz
- Peter L. Strick
- Subra Suresh
- Robert J. Tibshirani
- Robert M. Townsend
- Andrzej Udalski
- John M. Wahr (1951–2015)
- Ruth J. Williams
- Eckard Wimmer
- Vivian Wing Wah Yam
- Mitsuhiro Yanagida
- Richard A. Young
- William R. Young
- Melinda A. Zeder
- Jie Zhang
- Xiaowei Zhuang